# Фиджи, Лаура
Лора Фиджи (нид. Laura Fygi; род. 27 августа 1955 года) — нидерландская певица.

## Биография

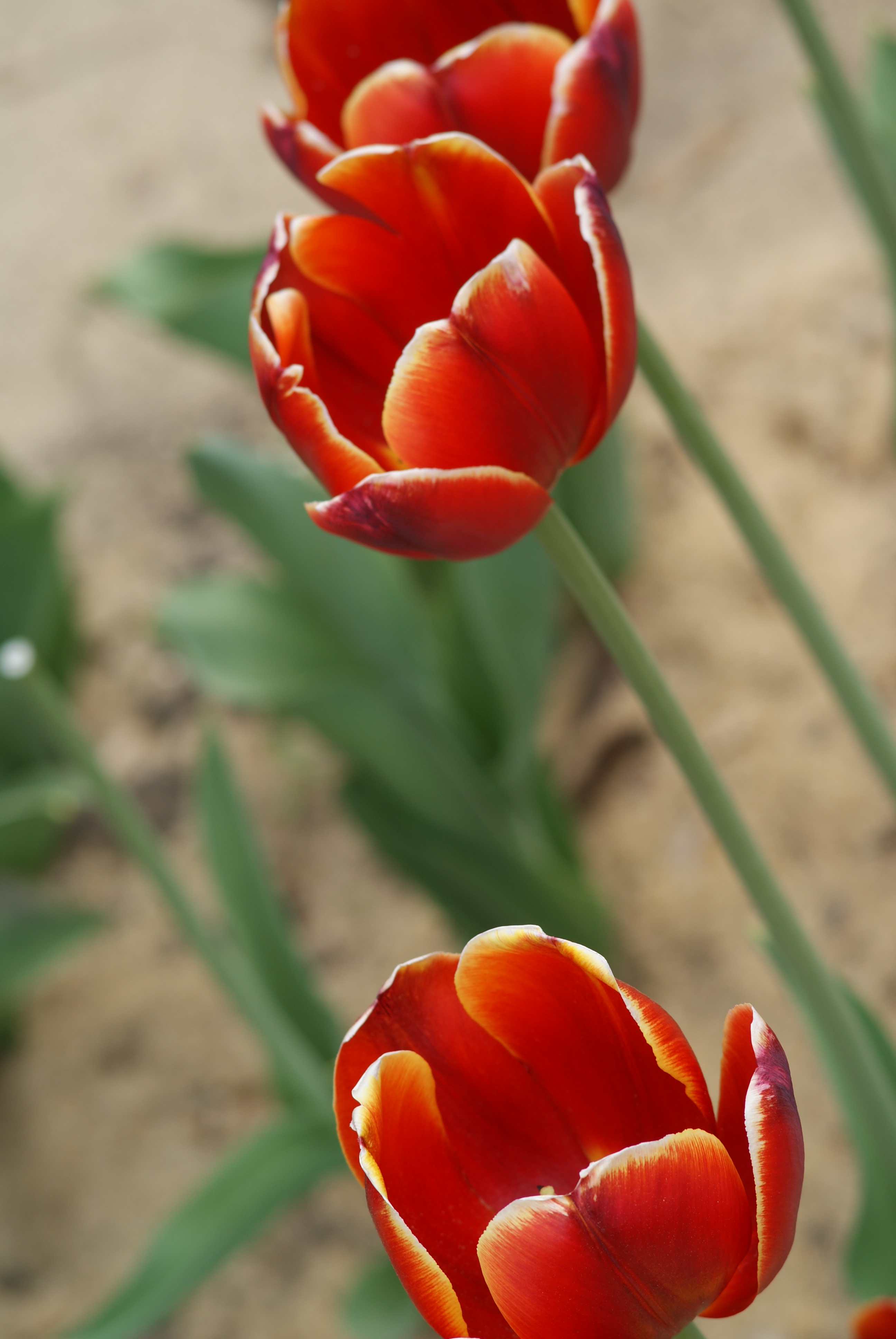
Tulipa 'Laura Fygi'

Лора Фиджи родилась 27 августа 1955 года в столице Нидерландов Амстердаме. Отец был нидерландским бизнесменом, директором компании Philips, а мать — египетской танцовщицей живота. Однако впоследствии семья эмигрировала, и до восьми лет будущая джазистка жила с родителями в Южной Америке. Росла в Уругвае, но после смерти отца в конце 1960-х годов вместе с матерью вернулась в Нидерланды. После этого она попала под опеку гувернантки, говорящей по-французски, затем ее удочерил директор ее школы. 
Лора Фиджи входила в состав одной из самых популярных голландских синти-поп групп 80-х Centerfold с 1984 по 1989. На счету коллектива один лонгплей — Man’s Ruin, увидевший свет в 1986 году.
В начале 1990-х годов занялась сольной карьерой и записала свой дебютный альбом с Тутсом Тилемансом. За свою карьеру она работала с Джонни Гриффином, Мишелем Леграном (альбом «Watch What Happens», 1997), Кларком Терри и оркестром Pasadena Roof Orchestra. Лаура называет Джули Лондон одной из своих музыкальных вдохновителей. Пела на английском, китайском, французском, португальском и испанском.
В 2010-х плотно сотрудничает с китайскими представителями музыкальной индустрии, в частности, альбом "Flower" частично записан на китайском языке и промотировался именно в этой стране. Но и по завершении работы над альбомом и его промокампании певица не потеряла связи: так, новый, 2017-й, год — по китайскому календарю — певица встретила на приеме в китайском посольстве по приглашению посла Ву Кена.

## Сольные альбомы

### Номерные альбомы
- 1991 — Introducing
- 1993 — Bewitched
- 1994 —The Lady Wants to Know
- 1995 — Turn out the Lamplight
- 1997 — Watch What Happens (When Laura Fygi Meets Michel Legrand)
- 2000 — The Latin Touch
- 2001 — Change
- 2004 — The Very Best Time of Year (рождественский альбом)
- 2007 — Rendez-vous
- 2011 — The Best is Yet to Come
- 2012 — Flower[3]
- 2016 — Jazz Love

- 2021 — Laura Goes East

#### Концертные альбомы
- 1998 Laura Fygi Live
- 2003 Live at Ronnie Scott’s
- 2003 — Live At North Sea Jazz Festival[7]

#### Сборники
- 1999 — The Best Of Laura Fygi

- 2009 Songs from Movies & Musicals
- 2015 — Laura Fygi — 25th Anniversary Collection (выход сборника 17 марта 2015 приурочен к 25-летнему юбилею в статусе сольной исполнительницы)